# Marzaan Loots
Marzaan Loots (* 25. Juni 2001) ist eine südafrikanische Sprinterin und Hürdenläuferin, die sich auf die 100-Meter-Distanz spezialisiert hat.

## Sportliche Laufbahn
Erste internationale Erfahrungen sammelte Marzaan Loots im Jahr 2022, als sie bei den Afrikameisterschaften in Port Louis mit 13,90 s in der ersten Runde über 100 m Hürden ausschied und mit der südafrikanischen 4-mal-100-Meter-Staffel in 44,87 s gemeinsam mit Banele Shabangu, Charlize Eilerd und Phindile Kubheka die Silbermedaille hinter dem Team aus Nigeria gewann.

## Persönliche Bestzeiten
- 100 Meter: 11,74 s (+1,5 m/s), 15. April 2021 in Pretoria
- 200 Meter: 23,95 s (+1,7 m/s), 22. Mai 2021 in Pretoria
- 100 m Hürden: 13,90 s (−1,6 m/s), 6. April 2022 in Potchefstroom